# Коста-Весковато
Коста-Весковато (итал. Costa Vescovato) — коммуна в Италии, располагается в регионе Пьемонт, в провинции Алессандрия.
Население составляет 361 человек (2008 г.), плотность населения составляет 47 чел./км². Занимает площадь 8 км². Почтовый индекс — 15050. Телефонный код — 0131.
Покровителем коммуны почитается святой Мартин Турский, празднование 11 ноября.

## Демография
Динамика населения:

## Администрация коммуны
- Официальный сайт: